# Seznam akademij v Sloveniji
Seznam akademij (visokošolski zavod) v Sloveniji.

## Seznam
- Akademija za glasbo (Univerza v Ljubljani)
- Akademija za gledališče, radio, film in televizijo (Univerza v Ljubljani)
- Akademija za likovno umetnost in oblikovanje (Univerza v Ljubljani)
- Akademija za ples (Alma Mater Europaea)
- Akademija umetnosti Univerze v Novi Gorici (ust. 2016)
- Akademija za umetnost v Mariboru (ust. 2009, še nedelujoča)
- včasih sta obstajali tudi tudi: Pedagoški akademiji v Ljubljani in Mariboru